# As We May Think
As We May Think je článek amerického vědce Vannevara Bushe publikovaný v červenci 1945 v časopisu The Atlantic Monthly. Kromě popisu memexu se v něm autor zamýšlí nad tehdejší vědou a jejími možnostmi. 